# Marthe de Vogüé
Marthe de Vogüé, née le 21 novembre 1860 à Paris et morte le 9 juin 1923 dans la même ville, plus connue sous son titre de marquise de Mac Mahon, est une militante politique française, animatrice des « Dames royalistes » des années 1900 à sa mort. Elle est alors la principale figure féminine de l'Action française.

## Biographie
Marthe Marie-Thérèse de Vogüé, née à Paris, est la fille de Melchior de Vogüé, diplomate et notable agrarien, président de la traditionnelle et conservatrice Société des agriculteurs de France, et de son épouse Marguerite de Vogüé. 
Le 22 juin 1881, elle épouse Charles-Marie de Mac Mahon, de la branche ainée de la famille de Mac Mahon, officier démissionnaire. Le couple a une fille, Henriette, qui ne vit que cinq jours (du 31 mai 1882 au 4 juin 1882). Son mari, né en 1856, meurt en 1894 ; elle reste veuve. Il était le petit-fils du frère aîné  du maréchal Patrice de Mac Mahon, président de la République de 1873 à 1879.
Elle hérite de son mari le château de Sully (Saône-et-Loire). C'est elle qui ordonne de nombreux travaux tels que la façade sud de style néo-Renaissance ainsi que la remise en activité des douves. Elle vit aussi dans un hôtel particulier à Paris, rue Fabert, dans le 7e arrondissement.
Ses obsèques en juin 1923 ont lieu à l'église de Sully ; l'allocution funèbre est prononcée par le curé de Sully, l'abbé Paul Muguet, le 19 juin.

## Engagement dans l'Action Française
La marquise de Mac Mahon possède à proximité de son château une école privée où enseignent des religieuses, sœurs de Saint-Joseph de Cluny. Sous le gouvernement d'Émile Combes, qui mène une politique anticléricale contre les écoles tenues par des congrégations religieuses, en application de la loi du 1er juillet 1901 sur les associations, ces religieuses sont expulsées en août 1902, malgré la résistance de la marquise de Mac Mahon, relayée par la presse.
En 1903, elle devient l'une des vice-présidentes d'un comité central des dames royalistes de France, fondé l'année précédente à l'initiative de Paul Bézine, chef du bureau politique du prétendant exilé, Philippe d'Orléans, qui porte le titre de duc d'Orléans. Ce comité est présidé par la duchesse de Mortemart. Elle en prend la présidence à la mort de cette dernière, en mars 1904. Elle multiplie alors les conférences et prend la parole lors de congrès et réunions royalistes, aux côtés des diverses personnalités du monde monarchiste orléaniste, des hommes pour la plupart, assumant haïr la République. En décembre 1905, elle est la seule femme figurant au comité de patronage du quotidien royaliste La Gazette de France. 
Elle participe à partir de 1903 à une œuvre charitable fondée à l'initiative (ou plutôt au nom) de la duchesse d'Orléans, l'Œuvre Notre-Dame de France, qui notamment distribue des vêtements aux pauvres en hiver, et préside cette association. Ses activités charitables sont inséparables de ses convictions antirépublicaines et catholiques et du réseau des comités royalistes féminins et aristocratiques.

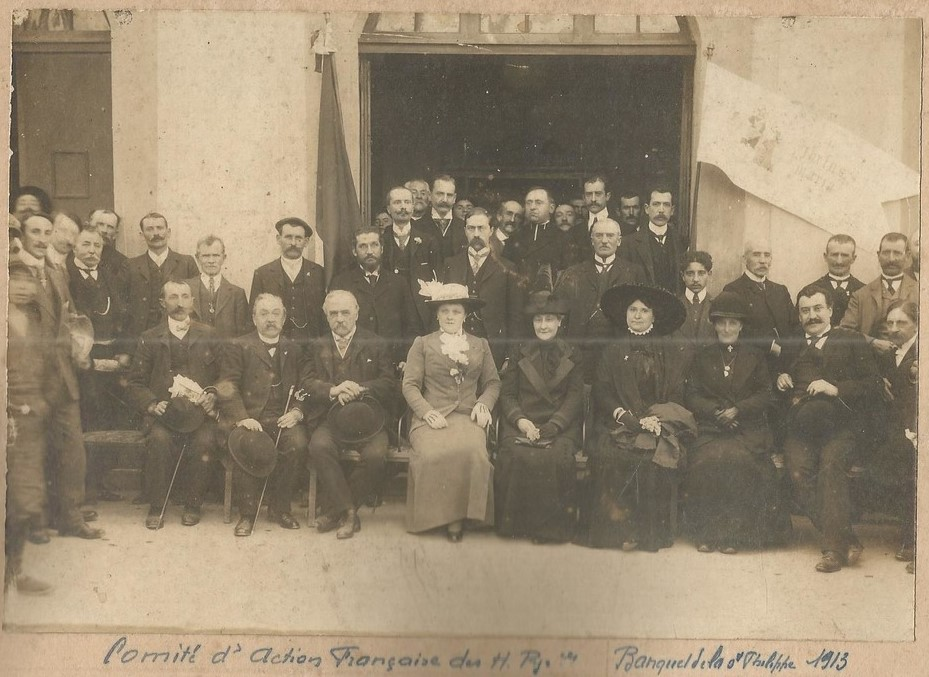
Marthe de Vogüé lors d'une réunion du comité d'Action française des Hautes-Pyrénées à Tarbes en 1913 (deuxième femme au centre).

Royaliste et catholique, elle fait partie en février 1906 des quelques femmes qui accompagnent les catholiques opposés à l'inventaire de la basilique Sainte-Clotilde de Paris et de l'église Saint-Pierre-du-Gros-Caillou dans le 7e arrondissement, à la suite de la Loi de séparation des Églises et de l'État de 1905. Le compte-rendu du journal catholique L'Univers souligne ainsi : « Mme la marquise de Mac Mahon, qui n'a cessé de montrer une vaillance et un sang-froid remarquable, refuse de quitter son poste d'honneur devant le grand portail. - Je n'ai pas peur, dit-elle, et je saurai défendre notre église comme les autres ». 
Ses conférences et ses réseaux l'amènent à rencontrer les dirigeants de l'Action française comme Charles Maurras et Henri Vaugeois et à participer à des réunions de cette ligue royaliste et nationaliste en province, parfois à l'appel de femmes de l'aristocratie membres de l'œuvre de Notre-Dame de France. Elle milite pour leur cause commune et porte dès lors la parole royaliste dans de nombreuses réunions de l'AF,,. De septembre 1908 à août 1913, elle participe ainsi à 96 réunions à Paris et en province. Son association de dames royalistes, née dans la mouvance des milieux orléanistes, est d'abord autonome au sein de l'AF. La marquise patronne les premiers pas de l'association des jeunes filles royalistes, sous l'égide de l'AF, en 1907-1908 ; des réunions qu'elle préside ont lieu à son domicile parisien. Elle préside la deuxième séance du congrès de l'AF en décembre 1907. 
Ancienne adhérente à ses débuts de la Ligue patriotique des Françaises, cette catholique a comme directeur de conscience le bénédictin Dom Besse, avec lequel elle entretient une correspondance. Ce dernier, très favorable à l'AF - il collabore au quotidien de Maurras - , encourage la défense de l'Église par les femmes au moyen de l'apostolat mais aussi de la politique, justifie l'engagement en faveur de l'AF, malgré les critiques d'une partie de l'épiscopat et d'autres catholiques, ralliés à la République à la demande du pape Léon XIII, et recommande d'agir en conscience, quitte à passer outre aux recommandations épiscopales. 
En 1910-1911, l'AF traverse une crise ; elle est temporairement désavouée par le prétendant orléaniste et le nouveau dirigeant du bureau politique du duc d'Orléans, Henri de Larègle, s'avère hostile à l'AF. La crise provoque des démissions et des scissions au sein des comités royalistes. La marquise de Mac Mahon reste fidèle à l'AF, acceptant en 1911 selon Maurras la présidence d'honneur des Dames d'AF tandis que L'Action française souligne que les comités de dames royalistes, placés jusqu'alors sous l'autorité de comités royalistes masculins, en voie de dissolution, sont en crise et que certains rejoignent la marquise. La marquise, hostile à Larègle, fait partie des personnalités qui s'entremettent auprès du duc d'Orléans ; ce dernier décide de démettre Henri de Larègle et d'appuyer à nouveau l'AF. Elle est dès lors l'animatrice des Dames et des Jeunes filles d'AF, à la tête desquelles elle défile à l'occasion de la fête de Jeanne d'Arc. Les comités de l'Œuvre Notre-Dame de France qu'elle préside ont rejoint l'AF.
L'AF la présente comme la présidente de l'Association des dames royalistes d'Action française à partir des années 1910,. Elle est la présidente d'honneur du banquet de clôture du congrès de l'AF de 1920.
À sa mort en juin 1923, Charles Maurras lui rend hommage dans un éditorial du quotidien L'Action française. Léon Daudet évoque sa « voix douce » et sa « force de persuasion » dans son ouvrage de souvenirs : 

« Infatigable voyageuse, conférencière de talent, ... elle fut incontestablement la plus influente personnalité féminine de l’Action française. »